# Plaque d'immatriculation saint-marinaise

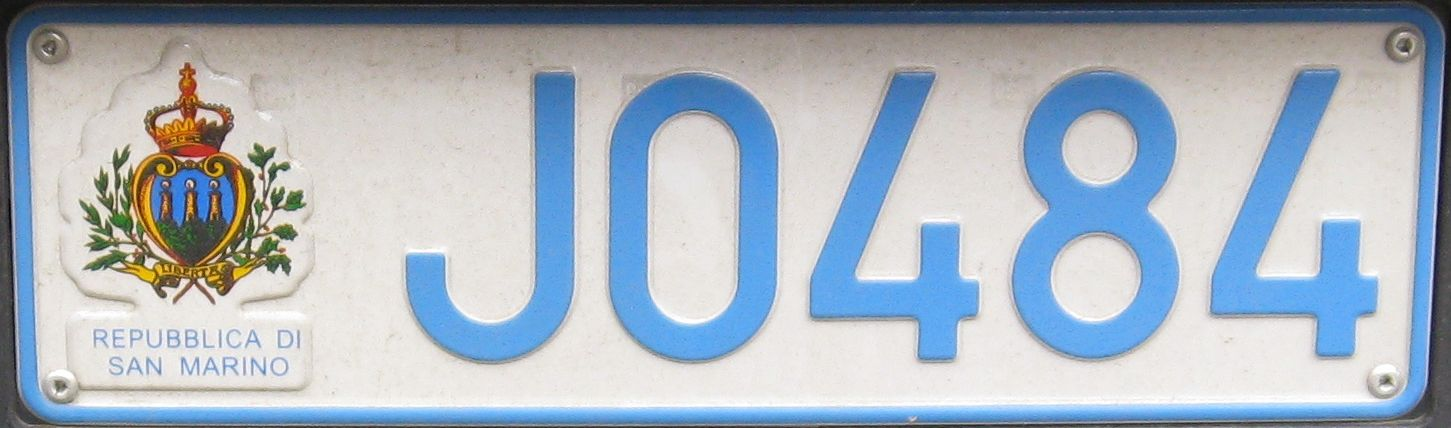
Plaque d'immatriculation saint-marinaise.

Les plaques d'immatriculation régulières de Saint-Marin sont composées depuis 1993 d'une lettre suivie de quatre chiffres (par exemple :  A1234), les inscriptions étant de couleur bleu ciel sur fond blanc aux couleurs du pays.
Les armoiries sont présentes sur le côté gauche de la plaque.
Les plaques avant mesurent 300 × 100 mm, les plaques arrières 390 × 120 mm et les plaques pour deux-roues 165 × 165 mm.

## Séries particulières
Les séries particulières des immatriculations se distinguent par une ou plusieurs lettres particulières, généralement de couleur, placées avant le numéro d'immatriculation, à l'exception des véhicules historiques.
| Lettre(s)         | Série                                               | Exemple           |
| CD                | Corps Diplomatique                                  |                   |
| CRS               | Croce Rossa Sammarinese Croix Rouge Saint-Marinaise |                   |
| POLIZIA           | Polizia Civile Guardia di Rocca Gendarmerie         |                   |
| PROVA             | Immatriculation d'essai                             |                   |
| R                 | Remorques                                           |                   |
| E                 | Immatriculation provisoire                          |                   |
| H                 | Véhicules Historiques                               |                   |
| M.A.              | Machines Agricoles                                  |                   |
| M.O.              | Machine professionnelle, de travaux                 |                   |
| Séries supprimées |                                                     |                   |
| GE                | Gendarmerie                                         | Supprimée en 1983 |
| VU                | Vigili Urbani                                       | Supprimée en 1983 |
| VE                | Véhicules Électriques                               | Supprimée en 2023 |

Il est également possible d'obtenir, pour la somme de 900€, une immatriculation personnalisée au format AAAAx, AAAxx ou AAxxA.